# Nyfors IK
Nyfors IK är en svensk idrottsförening med säte i Eskilstuna. Huvudinriktning är innebandy men det bedrivs även aktiviteter inom andra områden. Föreningen bildades den 24 april 1988. Idag har föreningen cirka 250 aktiva medlemmar.
Ursprungligen startades föreningen av ett gäng som ville spela innebandy. För att spela innebandy i seriesammanhang var man tvungen att tillhöra en förening. Därför startades Nyfors IK. Detta innebar att det, under de första åren, endast bedrevs innebandy på seniornivå.
I oktober 1990 lades ungdomsgården i Nyfors ned. Många ungdomar kom då till Öppna förskolan och Kvartersleken i Nyfors och talade med Rein Nömm i efterfrågan att ha något att göra. Då startade Nyfors IK ungdomsverksamhet i föreningen. I början var det fiske och fotboll på somrarna och innebandy på vintrarna.
År 1991 var det cirka 30 medlemmar i föreningen, men Nyfors IK fångade upp många ungdomar som inte hade någon annan aktivitet och verksamheten svällde ganska fort.
Framgångarna har varit blandade genom åren, men de senaste åren har olika lag i Nyfors IK placerat sig bra i både seriespel, DM och olika cuper.